# رضا سلیمی
رضا سلیمی سرپرست وزارت امور اقتصادی و دارایی و نماینده ایران در بانک جهانی بود
وی پس از انقلاب معاون وزارت اقتصاد و دارایی در امور سرمایه‌گذاری و وام‌ها بود و پس از ابوالحسن بنی صدر در هیئت دولت موقت شورای انقلاب از سوی اولین رئیس جمهوری ایران به سمت سرپرست وزارت اقتصاد و دارایی انتخاب شد.